# La vita dispari
La vita dispari è un romanzo umoristico-filosofico di Paolo Colagrande, pubblicato nel 2019. Il libro ha conseguito il Premio Selezione Campiello Giuria dei Letterati 2019.

## Trama
Buttarelli è nato e vissuto in prossimità della strada Furio Muratori in Mediopoli. Tutti i luoghi della sua vita sono dislocati nelle traverse di destra o sinistra della via, il suo autobus è il numero 12. Ha frequentato le elementari con l'amico Vilmer Gualtieri e le medie con Bioli, che è diventato suo amico. Ha poi frequentato il liceo e, da questa esperienza, si può dire che abbia avuto dieci compagne di classe. Ha avuto una madre vedova, un padre morto e visto solo in foto, un vice padre troppo esuberante, una moglie, una figlia e un grande amore deluso; ha avuto una vita singolare e una fine ancor più singolare.
Sin da piccolo, Buttarelli è incappato in grandi punizioni, inflitte dalla direttrice della scuola primaria, tale Maribèl, alta due metri. Così si è identificato con il cefalopode Argonauta Argo maschio, lungo venti millimetri, mentre la femmina misura dieci centimetri. Su questi modelli ha vissuto i suoi rapporti con la femminilità, perfettamente impersonata da Maribèl, che lo vessa sia per un'inappetenza (dovuta ai cibi repellenti), sia per mancanza di profitto scolastico. Così si scopre che Buttarelli è affetto da un problema: sa leggere solo le pagine dispari di libri e quaderni; in quelle pari, non vede nulla di comprensibile. Ma, falliti i metodi di Maribèl e grazie a una maestra più sensibile, il ragazzo viene incoraggiato a scrivere sulle pagine dispari del quaderno e poi a girarlo e scrivere sul rovescio, e i libri vengono smembrati per non avere mai pagine affiancate. Il profitto di Buttarelli raggiunge finalmente i risultati richiesti.
Alla scuola media gli insegnanti, non volendo sottostare alle scoperte della maestra, si prodigano nel tormentare Buttarelli con sistemi didattici complessi, quanto inefficaci. Del resto, il ragazzo è spesso vittima delle delazioni dei compagni, così permane in uno stato punitivo, in parte compensato dall'amicizia di Bioli. Buttarelli elabora un suo metodo di prendere appunti, molto efficace, basato sul fondamentale disinteresse per quanto lo circonda; non applicando selezioni di attenzione, assorbe tutto. Perciò, invitato un giorno a ripetere la lezione da un'insegnante che aveva irritato, replica esattamente parole e gesti della donna, che si aspettava tutt'altro.
Il ginnasio-liceo segna la fine dei tormenti da parte degli insegnanti. Inoltre le compagne di classe considerano Buttarelli come un loro nipotino, e studiano con lui, raccontando di sé e ascoltandolo parlare delle più grandi questioni scientifiche. Ma, verso i diciott'anni, Buttarelli prende una cotta per Eustrella, arrivando ad attribuirle il nome di "Donna con il cappello" e gli occhi verdi, puro frutto di fantasia. Un'altra compagna, Ottilia, si porta a casa Buttarelli e comprende cosa lui pensi, anche se non ha detto niente; poi la mattina dopo mette in piazza i segreti del ragazzo. Tutte le compagne lo bandiscono, tranne questa Ottilia, che tenta di sedurlo senza successo.
Incapace di capire cosa sia preso alle compagne, Buttarelli è consigliato in modo inconsiderato da Fulgenzio, convivente della madre. Perciò ordisce una proposta di fidanzamento a otto compagne che, l'una all'insaputa dell'altra, accettano, con grande costernazione del ragazzo, il quale si aspettava un rifiuto generale. Per uscire dalla diabolica trama, Buttarelli si scopre creativo inventore di storie e trascorre l'estate chiuso in casa; però con l'avvicinarsi del periodo scolastico, le compagne capiscono di essere state giocate e la cosa arriva al preside. La madre si scusa e ritira il figlio, che studia con la complicità di Ottilia, pronta sì a passargli il programma quotidiano, ma non a rivederlo.
Divenuto ingegnere in una florida azienda, Buttarelli lavora come un matto. Una collega, tale Ciarma Schwartz, altissima e massiccia come una torre, si convince a sposarlo, non per lui, ma per la prospettiva che il ricco Fulgenzio lasci un giorno i suoi beni alla vedova e a Buttarelli. La trappola scatta e Buttarelli vede in Ciarma l'ideale femminile che per lui era stata Maribèl; perciò i due si sposano e hanno una bimba di nome Svezia, ma non c'è amore, solo lavoro. E mentre Ciarma si allontana da lui per ascendere la scala gerarchica dell'azienda, Fulgenzio e la madre muoiono entrambi all'improvviso. Né Fulgenzio ha lasciato alcunché e si prendono tutto i suoi veri figli. Lo smacco per Ciarma è colossale, nulla la trattiene più vicino al marito.
Solo e trascurato, Buttarelli sta per cadere malato, quando l'azienda gli offre un viaggio ai Caraibi. Qui conosce la bella Berengaria, una ragazza con le giuste attrattive. I due però non si possono sposare e cominciano una convivenza nella casa che la vedova Buttarelli ha lasciato al figliolo. Ad infrangere l'idillio ci pensa Ciarma, entrando un mattino come uno squadrone di torri. La povera Berengaria, incautamente sposata ad altro uomo, ritorna immediatamente ai tropici. E per Buttarelli trascorrono anni di fatica e ristrettezze (ci pensa Ciarma a ripulirlo di eventuali eccedenze economiche, da buona femmina del cefalopode.
Le condizioni di Buttarelli sono vieppiù drammatiche, per cui gli amici lo convincono ad affidarsi alle cure di un medico "alternativo" (che si rivelerà un pazzo scappato da un istituto per malattie mentali). Fallita anche questa prospettiva, Buttarelli ha finalmente un moto di ribellione e si rivolge a Bioli, a sua volta invecchiato sognando rivoluzioni e giustizia sommaria per i tiranni e vessatori dell'umanità. Tra questi, schedati da Bioli, Buttarelli è colpito da Suor Alboina, alta un metro e novantasette, turrita e ultima incarnazione di Maribèl. Armato di pistola, Buttarelli si porta alla scuola materna in cui si trova la suora, però quando i due sono faccia a faccia, è proprio Buttarelli a crollare morto sul pavimento. Con un'appendice in cui è visto sull'autobus n. 12.

## Personaggi
- Buttarelli: nato circa nel 1950, figlio di madre vedova, di religione ebraica; è il protagonista. Si identifica con il cefalopode Argonauta Argo maschio, tanto più piccolo rispetto alla femmina; non sopporta le divisioni in verticale, con il curioso effetto di non poter leggere le pagine pari di libri e quaderni.
- Gualtieri (Vilmer Gualtieri): zio dell'anonimo narratore e fonte primaria di questa storia; amico e compagno di scuola di Buttarelli, è morto da tempo, da quando sono state ritirate dal commercio le sue sigarette preferite.
- Isaia e Venanzio Landemberger: gemelli diversi che gestiscono una tabaccheria; amici di Buttarelli e Gualtieri, sono la fonte completiva della storia.
- Vedova Buttarelli: madre di Buttarelli; sempre grata ai suoi educatori, convinta praticante del silenzio e del celare se stessi agli altri,convive con un cristiano (Fulgenzio) che ha promesso di dichiarare lei e il figlio suoi eredi, ma al momento di passare ai fatti, lui e lei passano a miglior vita.
- Fulgenzio: sorta di vice-padre per Buttarelli (convive con la madre), troppo assiduo con gli alcoolici; cerca di consigliare Buttarelli sui problemi dell'adolescenza, con effetti disastrosi.
- Maribèl: direttrice del convitto Dioscoride Polacco dove Buttarelli e Gualtieri frequentano asilo e elementare; alta due metri, onnipresente e piuttosto sadica, incarna per Buttarelli il modello della femmina del cefalopode, fuori misura e dedita allo schiacciamento altrui.
- Bioli: compagno di stanza di Buttarelli al convitto Alfonso Ferrabosco, dove i due frequentano le scuole medie. Piccolissimo, seconda vittima del "branco" (la prima è Buttarelli), sarà vicino all'amico in numerosi momenti della vita, in qualità di rivoluzionario e sovvertitore dell'ordine costituito.
- Eustrella: compagna di scuola di Buttarelli al Ginnasio-Liceo Publio Papinio Stazio: primo amore di Buttarelli che arriva a denominarla "La donna con il cappello" e ad attribuirle occhi verdi, benché lei non abbia né l'una cosa, né l'altra.
- Ottilia: altra compagna di liceo di Buttarelli; lo invita a casa sua a studiare e gli estorce tutte le confidenze; per finire, inscena una danza di chiaro significato erotico, a beneficio dell'amico, che non riesce a profittare della situazione.
- Otto altre compagne: le altre ragazze della classe; Ottilia ha sbandierato i segreti di Buttarelli e suoi, con il risultato che queste prendono le distanze da lei e da Eustrella e accettano la corte simultanea di Buttarelli solo per reciproche gelosia e invidia.
- Ciarma Schwartz: compagna di lavoro di Buttarelli (divenuto ingegnere alla Idrom, azienda del comm. Meloncelli); altissima e molto massiccia, arriva a farsi sposare da Buttarelli in base all'illusione che questi diverrà erede di Fulgenzio; salirà molto in alto nelle gerarchie dell'azienda; madre di Svezia Buttarelli (ma la tiene sempre lontano dal padre, da cui si separa ben presto di fatto).
- Berengaria: grande amore di Buttarelli; conosciuta nell'estate 1982 ai Tropici, arriva a Mediopoli, ma non può sposare Buttarelli e quindi sposa un altro per convenienza; l'idillio è però interrotto da Ciarma che, ricordandosi di avere un marito, entra un giorno nella casa dei due; Berengaria torna ai Tropici.
- Professor Orrigoni Scollamecca: quando Buttarelli cade preda di un male sconosciuto, gli amici lo portano da questo medico sedicente enterologo. Egli prescrive esami su esami e inventa la teoria di un virus, poi due in conflitto, poi tre; propone a Buttarelli cure di cui il poberetto non è in grado di sostenere le spese; Consiglia persino a Buttarelli di mettersi a fumare (ma Buttarelli, preso dal panico, scappa); per finire, Orrigoni Scollamecca sarà recuperato dalla Casa di Salute Mentale, dove ha risieduto e deve risiedere, con il suo vero nome: Ernesto Zoffolo detto Ernestino.
- Suor Alboina: alta due metri, dirige una scuola materna per cristiani abbienti; Bioli l'ha dichiarata "nemico pubblico da sopprimere" assieme ad altri illustri cittadini di Mediopoli, ma non è passato all'azione; ci prova Buttarelli, che vuole vendicarsi delle sue disgrazie; la suora è perfetta reincarnazione di Maribèl e di Ciarma; il piano sfocerà in una soluzione imprevista.

## Edizioni
- Paolo Colagrande, La vita dispari, Torino, Einaudi 2019